# Königshoven
Königshoven is een plaats in de Duitse gemeente Bedburg, deelstaat Noordrijn-Westfalen, en telt 1.858 inwoners (30 juni 2021).
Königshoven lag tot aan de bruinkoolwinning in groeve Garzweiler I (zie ook: Rijnlands bruinkoolgebied), 7 kilometer ten noorden van de huidige locatie.
Het huidige, tussen 1980 en 1987 ontstane dorp, ligt direct ten oosten van afrit 17 van de Autobahn A61, en direct ten westen van het eveneens nieuw gebouwde deel van Kaster. Königshoven is per stadsbus vanuit Bedburg-stad bereikbaar. De rivier de Erft loopt minder dan één kilometer ten oosten van het dorp.
Het huidige Königshoven bestaat vrijwel geheel uit nieuwbouwwijken van vrijstaande bungalows.

## Geschiedenis
Het oude Königshoven heeft een rijke geschiedenis. Zie ook de onderstaande link voor meer informatie hierover.
Aan het eind van de Tweede Wereldoorlog is in deze streek nog zwaar gevochten tussen terugtrekkende Duitsers, aan wie Adolf Hitler persoonlijk had verboden, zich over te geven, en oprukkende geallieerde soldaten. Na enige dagen van gevechten met zware artillerie, waarbij zeer veel gebouwen zwaar beschadigd of zelfs geheel verwoest werden,  behaalden de geallieerden op 27 februari 1945 de overwinning.

## Bijzondere gebouwen

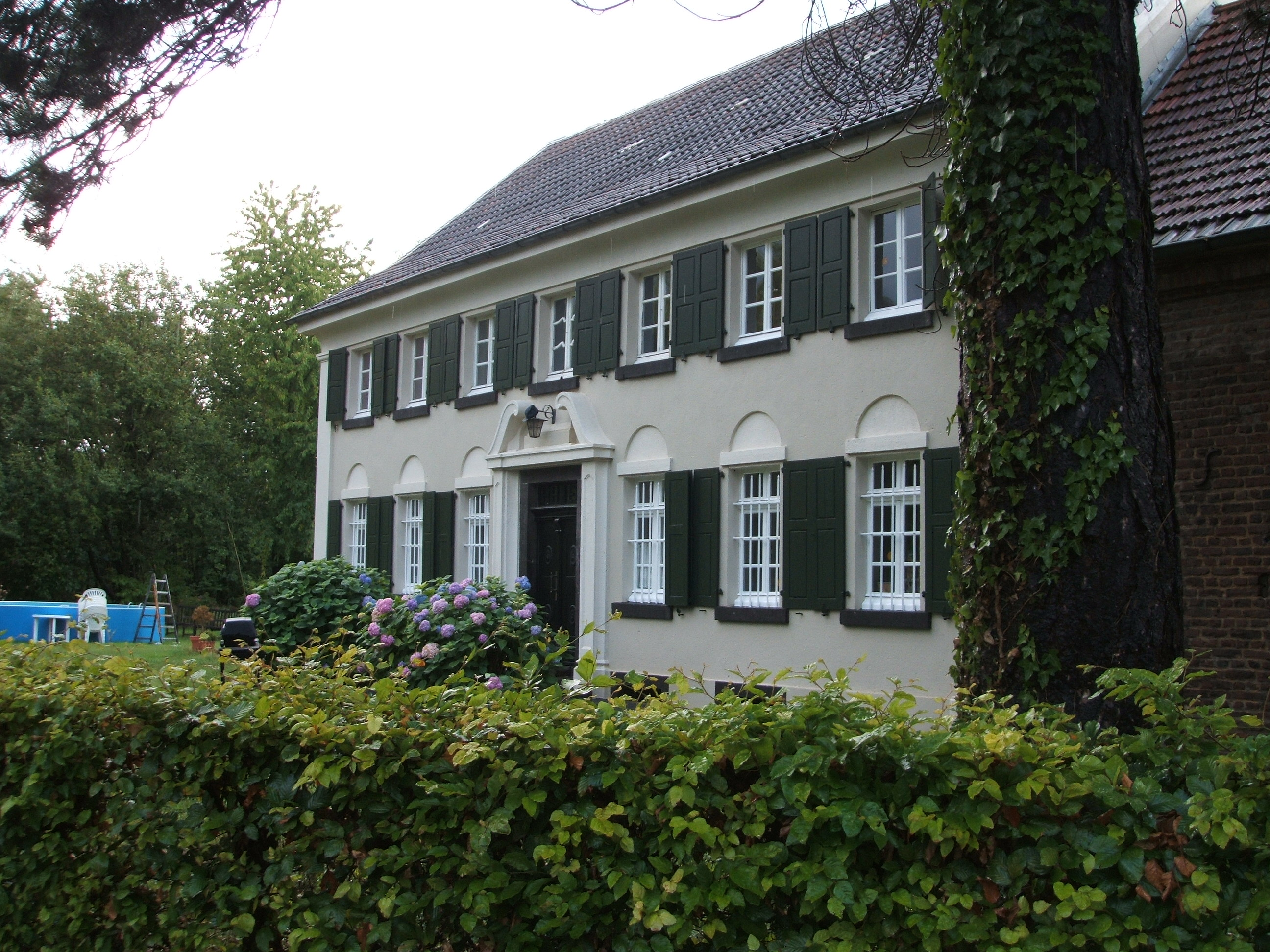
Landhuis Gut Hohenholz

Het landhuis Haus of Gut Hohenholz, waarvan de geschiedenis teruggaat tot de 14e eeuw,  werd in 2011 verbouwd tot hotel met faciliteiten voor bruiloften, congressen en sportieve activiteiten. Het gebouw staat afgelegen tussen de velden, enige kilometers ten noordwesten van Königshoven, aan de rand van een smal oeverbos langs de Erft.